# Луаре (департамент)
Луаре́ (фр. Loiret) — департамент Франції, один з департаментів регіону Центр — Долина Луари. Порядковий номер 45.
Адміністративний центр — Орлеан.
Населення 618 тис. осіб (1999).

## Географія
Площа території 6775 км². Департамент включає 3 округи, 41 кантон і 334 комуни.

## Історія
Луаре був одним з перших департаментів, утворених під час Великої французької революції в березні 1790 р. Виник на території колишньої провінції Орлеане. Назва походить від річки Луаре, притоки Луари.

## Туризм
Орлеан — популярне туристичне місце, має собор Святого Хреста.